# Here I Go Impossible Again / All This Time Still Falling Out of Love
«Here I Go Impossible Again / All This Time Still Falling Out of Love» es el trigesimosegundo disco sencillo publicado del grupo inglés de música electrónica Erasure, lanzado en 2005.
Este sencillo es un doble lado A con dos canciones compuestas por (Clarke/Bell).

## Descripción
Here I Go Impossible Again / All This Time Still Falling Out of Love fue el tercer sencillo del álbum Nightbird. Este sencillo llegó al puesto 25 del ranking británico y al 69 en Alemania.

Para promocionar este sencillo, se eligió realizar un video solo de All This Time Still Falling Out of Love, que contiene imágenes del show.

No se realizó ningún video oficial sobre Here I Go Impossible Again, el otro lado A de este sencillo.

Los arreglos vocales fueron producidos y grabados por Steve Walsh. Voces adicionales por Jill Walsh.

## Lista de temas
| CD Sencillo (CDMUTE344) / Internet (iMUTE344 / XXXLiMUTE344) 1. Here I Go Impossible Again (Single Mix) 3:28 2. All This Time Still Falling Out Of Love (Original Mix) 3:30 CD Sencillo (LCDMUTE344) / Internet (LiMUTE344) 1. All This Time Still Falling Out Of Love (Shanghai Surprize Club Mix) 7:38 2. Here I Go Impossible Again (Triggertrax Extended Remix) 5:18 3. Here I Go Impossible Again (Meloboy's Nü-German Compu-Soul Remix) 3:37 4. Enhanced Section: Exclusive Digimpro Remix Software (Enables you to remix "Here I Go Impossible Again". PC only) DVD Sencillo (DVDMUTE344) / Internet (XLiMUTE344) 1. All This Time Still Falling Out Of Love (Album Version) 4:13 2. Here I Go Impossible Again (Pocket Orchestra Club Mix) 5:12 3. All This Time Still Falling Out Of Love - Live In Cologne (Video) 4:24 Internet (XXLiMUTE344) 1. All This Time Still Falling Out Of Love (Shanghai Surprize Radio Edit) 3:43 CD Maxi Sencillo (92942) 1. Here I Go Impossible Again (Single Mix) 3:28 2. All This Time Still Falling Out Of Love (Original Mix) 3:30 3. Here I Go Impossible Again (Meloboy's Nü-German Compu-Soul Remix) 3:37 4. All This Time Still Falling Out Of Love (Shanghai Surprize Club Mix) 7:38 5. All This Time Still Falling Out Of Love - Live In Cologne (Video) 4:24 | CD Promo (PCDMUTE337) 1. All This Time Still Falling Out Of Love (Shanghai Surprize Club Mix) 7:38 2. All This Time Still Falling Out Of Love (Shanghai Surprize Dub) 6:40 3. Here I Go Impossible Again (Pocket Orchestra Club Mix) 5:12 4. Here I Go Impossible Again (Meloboy's Nü-German Compu-Soul Remix) 3:37 5. All This Time Still Falling Out Of Love (Album version) 4:13 6. Here I Go Impossible Again (Album version) 3:41 CD Promo (RCDMUTE337) 1. Here I Go Impossible Again (Single Mix) 3:28 2. All This Time Still Falling Out Of Love (Album Version) 4:13 3. All This Time Still Falling Out Of Love (Shanghai Surprize Radio Edit) 3:43 Unreleased Mixes 1. Here I Go Impossible Again (Jaded Alliance 7″ Mix) 3:50 2. Here I Go Impossible Again (Jaded Alliance 12″ Mix) 6:54 3. Here I Go Impossible Again (Jaded Alliance Deep Dub Mix) 7:27 4. Here I Go Impossible Again (Triggertrax Remix) 3:58 |

## Datos adicionales
Al tratarse de un doble lado A, este sencillo no tiene un lado B.

Ciertas versiones de CD, traen un programa de computación para poder remixar Here I Go Impossible Again.

En el DVD aparece el video de All This Time Still Falling Out Of Love. La versión en vivo de este tema tiene coros de Valerie Chalmers y Ann-Marie Gilkes.